# 심규선 (1956년)
심규선(沈揆先, 1956년 ~ )는 대한민국의 언론인 겸 사회기관단체인이다.

## 학력
- 중경고등학교 졸업
- 서울대학교 국어교육학과 졸업

## 약력
- 1983년 동아일보 수습 기자 입사
- 1994년 11월 동아일보 노조위원장
- 1999년 3월 동아일보 도쿄특파원, 전국언론노조연맹 부위원장
- 2002년 7월 동아일보 정치부 부장
- 2003년 8월 동아일보 경영총괄팀 팀장
- 2005년 3월 동아일보 논설위원
- 2005년 8월 ~ 2008년 10월 동아일보 편집국 부국장
- 2005년 8월 ~ 2008년 10월 동아일보 인력개발팀 팀장
- 2008년 10월 동아일보 편집국 국장
- 2013년 1월 동아일보 논설위원실 실장
- 2013년 12월 ~ 2016년 12월 동아일보 콘텐츠기획본부 본부장, 대기자
- 2022년 10월 ~ 현재 동아일보 고문
- 2022년 10월 ~ 현재 일제강제동원피해자지원재단 이사장[1]